# Бухина, Майя Фаддеевна
Майя (Мая) Фаддеевна Бухина (28 декабря 1927, Москва — 24 ноября 2022, там же) — советский и российский физик, работавшая в области физики эластомеров, доктор физико-математических наук (1975), профессор (1991).

## Биография
Майя (Мая) Фаддеевна Бухина родилась 28 декабря 1927 года в Москве. Её отец — известный экономист, член-корреспондент Академии наук СССР Фаддей Ильич Михалевский (1870—1952), мать — Ревекка Исааковна Михалевская (урождённая Турецкая, 1890—1962). Во время войны семья была в эвакуации в Алма-Ате. Вернувшись в Москву, Майя в 1945 году окончила школу с золотой медалью и в том же году поступила на физический факультет Московского государственного университета имени М. В. Ломоносова. Окончила университет в 1950 году по кафедре низких температур. После окончания университета работала в Физическом отделе Политехнического музея, где отвечала за демонстрацию опытов на лекциях для школьников, а потом и сама читала эти лекции. Она организовала в музее оптический кабинет, где демонстрировались различные оптические явления, в том числе и голография. В 1952 году уехала из Москвы в Забайкалье к мужу, Борису Львовичу Бухину, офицеру Советской армии, служившему начальником отдела главного механика на военном складе в посёлке Лесной Читинской области. В Забайкалье преподавала химию, физику и астрономию в школе села Кука.
Вернулась в Москву в 1955 году, а в 1957 году вернулся из армии её муж, в семье росли две дочери. Вскоре начала работать в Научно-исследовательском институте резиновой промышленности (НИИРП), позднее переименованном в НИИ эластомерных материалов и изделий, где проработала 50 лет. В сферу её научных интересов входило изучение физических свойств эластомеров и эластомерных материалов. В 1963 году защитила кандидатскую диссертацию на тему «Кристаллизация резин при низких температурах в условиях деформации сжатия», а в 1975 году — докторскую диссертацию на тему «Кристаллизация резин и её влияние на механические свойства». В 1991 году получила звание профессора и с середины 1999 года начала работать в журнале «Каучук и резина» в должности заместителя главного редактора. Бухина проработала в журнале до самой смерти.
В Москве всю жизнь, за исключением нескольких лет после замужества, жила в одной и той же квартире на Усачёвке (Кооперативная улица). В этой квартире и умерла 24 ноября 2022 года. Похоронена в колумбарии Новодевичьего кладбища вместе с мужем и родителями.

## Научная деятельность
Майя Фаддеевна Бухина принимала участие во множестве российских и зарубежных конференций. Она является автором или соавтором более 200 печатных работ и трёх фундаментальных монографий, выпущенных издательством «Химия»: «Кристаллизация каучуков и резин» (1973), «Техническая физика эластомеров» (1984), а также «Морозостойкость эластомеров» (1989, в соавторстве с С. К. Курляндом). Последняя монография была переведена на английский язык и выпущена в издательстве Brill в 2007 году. Книги, автором которых является Бухина, используются в учебных курсах различных университетов. 29 статей опубликованы в журнале «Высокомолекулярные соединения». Являлась одним из организаторов и руководителей работы над двухтомным «Большим справочником резинщика», который вышел в 2012 году. 
Бухина является соавтором ряда научно-популярных публикаций, в частности «Стыковка космических кораблей Союз и Аполлон» и «Символ Олимпиады-80». Участвовала в разработке нескольких патентов, в частности «Способ пластификации резинотехнических изделий» (SU1168566A1) и «Способ измерения распределения напряжений в изделиях» (SU724998A1).

## Семья
Муж — Борис Львович Бухин (1924—2014), доктор технических наук, профессор, много лет проработавший в НИИ шинной промышленности (НИИШП).
Племянник — Борис Натанович Михалевский (1930—1973), учёный-экономист, доктор экономических наук.
Один из четырёх внуков — Тимофей Валентинович Гимон, профессор, доктор исторических наук, историк-медиевист, текстолог и источниковед.

## Избранные публикации

### Монографии
- Бухина М. Ф. Кристаллизация каучуков и резин. – Москва: Химия, 1973. – 239 с. – Ил. 20.
- Бухина М. Ф. Техническая физика эластомеров. – Москва: Химия, 1984. – 224 с.
- Бухина М. Ф., Курлянд С. К. Морозостойкость эластомеров. – Москва: Химия, 1989. – 175 с. – Ил. 21.
- Bukhina M. F., Kurlyand S. K. Low-Temperature Behaviour of Elastomers. –  Leiden: Brill, 2007. – 187 pages.

### Статьи
- Бухина М. Ф., Гальперина Н. М., Северина Н. Л. Особенности кристаллизации и плавления 1,4-цис-полибутадиена по данным дифференциальной сканирующей калориметрии // Высокомолекулярные соединения, 1979. Том 21, серия Б, № 8, стр. 591-594.
- Бухина М. Ф., Паризенберг М. Д. Температурно-деформационная суперпозиция свойств эластомеров в области перехода из высокоэластического состояния в стеклообразное // Высокомолекулярные соединения, 1981. Том 23, серия Б, № 6, стр. 456-460.
- Гальперина Н. М., Бухина М. Ф. Влияние скорости нагревания на плавление 1,4-цис-полибутадиена // Высокомолекулярные соединения, 1984, том 26, Серия А, номер 9, стр. 1855-1861.
- Зорина Н. М., Бухина М. Ф., Волошин В. Н., Руденко Г. А., Котова И. П. Особенности стеклования, кристаллизации и плавления этиленпропиленовых эластомеров // Высокомолекулярные соединения, 1989. Том 31, серия А, № 5, C. 1106-1113.
- Bukhina M. F., Morozov Y. L., van de Ven P. M., Noordermeer J. W. M. Mould fouling of EPDM rubber compounds // Kautschuk Gummi Kunststoffe, 2003. Vol. 56, No. 4, P. 172-183.
- Bukhina M. F., Zorina N. M., Morozov Y. L. Partially crystallized elastomer as a nanocomposite model // Journal of Engineering Physics and Thermophysics, 2005. No. 78, P. 853–858.

### Научно-популярные публикации
- Резниченко С. В., Бухина М. Ф., Резниченко Д. С. Символ Олимпиады-80. Из истории НИИЭМИ // Каучук и резина, 2020. № 79(5). С. 274.
- Резниченко С. В., Бухина М. Ф., Седов В. В., Резниченко Д. С. Стыковка космических кораблей Союз и Аполлон. Из истории НИИЭМИ // Каучук и резина, 2021. № 80(1), C. 42-43.